# کانویر اف۲وای سی دارت
کانویر اف۲وای سی دارت (به انگلیسی: Convair F2Y Sea Dart) یک هواپیمای آب‌نشین جنگنده دریایی آمریکایی بود که در هنگام برخاست و فرود روی هیدرو-اسکی‌های دوقلوی خود قرار می‌گرفت. این هواپیما فقط به عنوان نمونه اولیه پرواز کرد و هیچگاه وارد مرحله تولید انبوه نشد. این تنها هواپیمای آب‌نشینی است که سرعت آن از سرعت صوت نیز فراتر رفته‌است. این هواپیما در دهه ۱۹۵۰، برای غلبه بر مشکلات هواپیماهای مافوق صوت در حین نشست و برخاستن از ناوهای هواپیمابر تولید شد. این پروژه پس از یک سری نتایج رضایت بخش و پس از یک حادثه غم‌انگیز در ۴ نوامبر ۱۹۵۴ لغو شد، زمانی که خلبان آزمایشی چارلز ریچبورگ هنگامی که هواپیمای سی دارت او در ارتفاع میانی، متلاشی و خلبان آن کشته شد. چهار هواپیمای بازمانده در سال ۱۹۵۷ بازنشسته شدند، اما برخی از آنها تا سال ۱۹۶۲ در انبار به‌صورت ذخیره نگه داشته شدند.